# Nye kyrka
Nye kyrka är en kyrkobyggnad i Växjö stift. Den är församlingskyrka i Nye, Näshult och Stenberga församling.

## Kyrkobyggnaden
Det är inte osannolikt att den allra första kyrkan var en enkel träbyggnad. Den nuvarande stenkyrkans långhuset härrör troligen från 1200-talets senare del och är inspirerad av Cisterciensordensmunkarnas byggnadsstil från klostret i Nydala. Sakristian tillkom förmodligen under 1400-talet. Kyrkan var tornlöst. Klockorna hade sin plats i en klockstapel.Detta var mycket vanligt när det gällde medeltidens kyrkor i Småland. Kyrkan härjades av eld i slutet 1400-talet. Under 1500-talet slutskede skedde en grundlig upprustning av kyrkan. 1767-1768 uppfördes ett torn i väster. 1832-1834 förlängdes kyrkan med en halvrund korabsid.
Vid en omfattande renovering 1890 fick tornet sitt nuvarande utseende. Även interiören förändrades. De slutna bänkarna från 1600-talet ersattes av en tidsenlig öppen bänkinredning.

## Inventarier
- Dopfunt  tillkom 1938.
- Altartavla  utförd 1860 med motiv ;”Jesu kropp nedtagen från korset” är målad 1816 av Frans Roselli. Tavlan är en kopia av professor Gustaf Sandbergs tavla i Stenberga kyrka.
- Predikstol  med halvrund korg i typisk 1800-tals stil, med uppgång från sakristian.
- Mindre passionsmålning utförd av orgelbyggaren Johannes Magnusson,Nässja.
- Fyrarmad mindre ljuskrona 1641.
- En större ljuskrona av mässing 1742.
- Öppen bänkinredning tillverkad 1890.

## Orgel

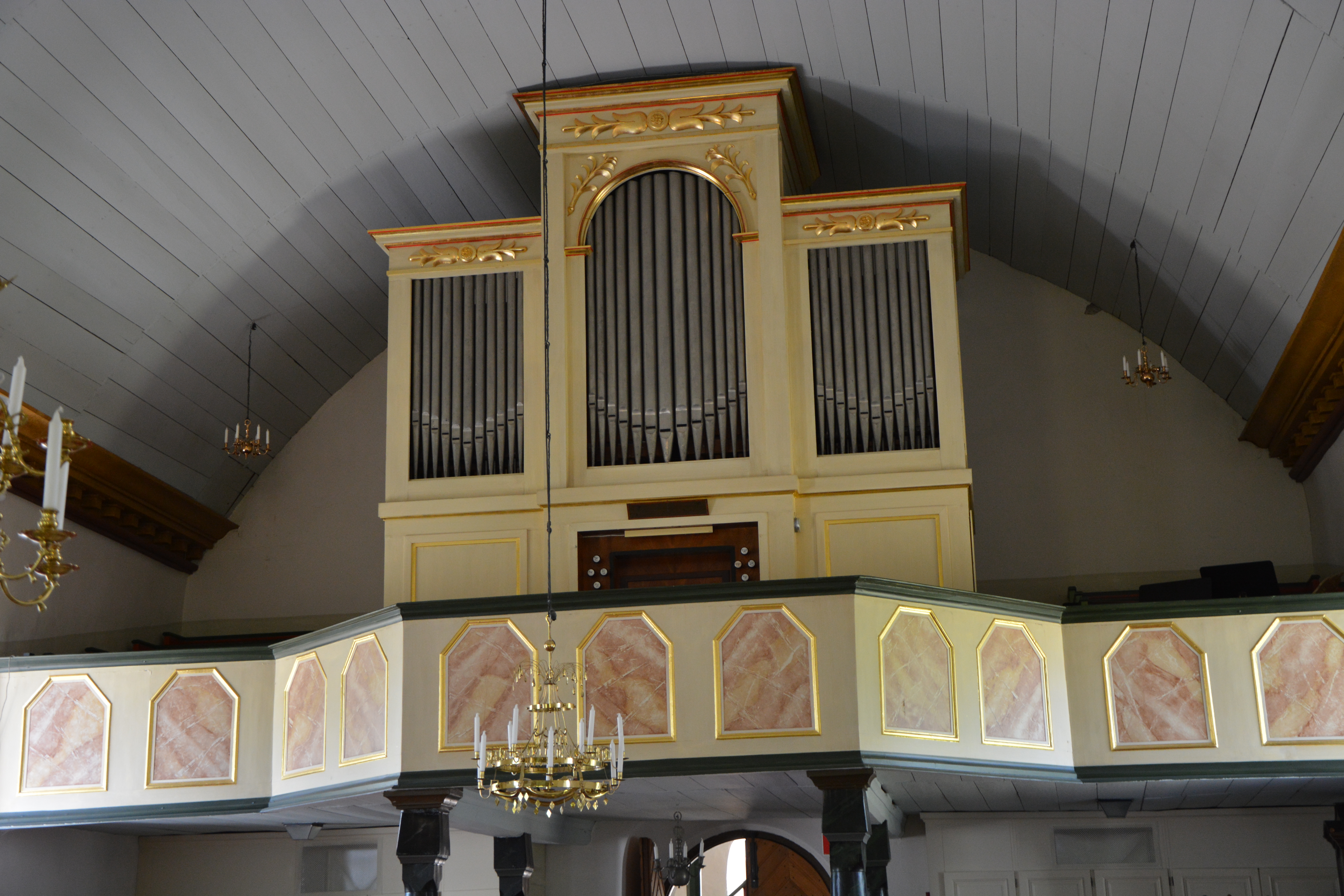
Orgeln.

1836 byggde August Rosenborg i Örberga en mekanisk orgel. Denna renoverades 1859 av Johannes Magnusson  från Nässja i Lemnhults socken. Orgeln byggdes om 1936 av Hammarbergs Orgelbyggeri AB och 1968 blev den restaurerad av Nils-Olof Bergs orgelfirma i Nye, Vetlanda och Mads Kjersgaard, Uppsala. År 1970 renoverade Nils-Olof Berg orgelverket. 1987 fick orgeln nytt bälgverk av Nils-Olof Berg, Nye.
| Manual            | Pedal   |
| Borduna 16' B/D   | bihängd |
| Dubbel Fleut 8'   |         |
| Fleut dè amour 8' |         |
| Fugara 8'         |         |
| Principal 4'      |         |
| Fleut 4'          |         |
| Qvinta 3'         |         |
| Octava 2'         |         |
| Scharf 3 Chor     |         |
| Trumpet 8'        |         |

### Kororgel
- kororgeln är mekanisk och byggdes 1976 av Nils-Olof Berg, Nye.

| Manual       |
| Gedackt 8´   |
| Pommer 4'    |
| Principal 1' |

## Bilder

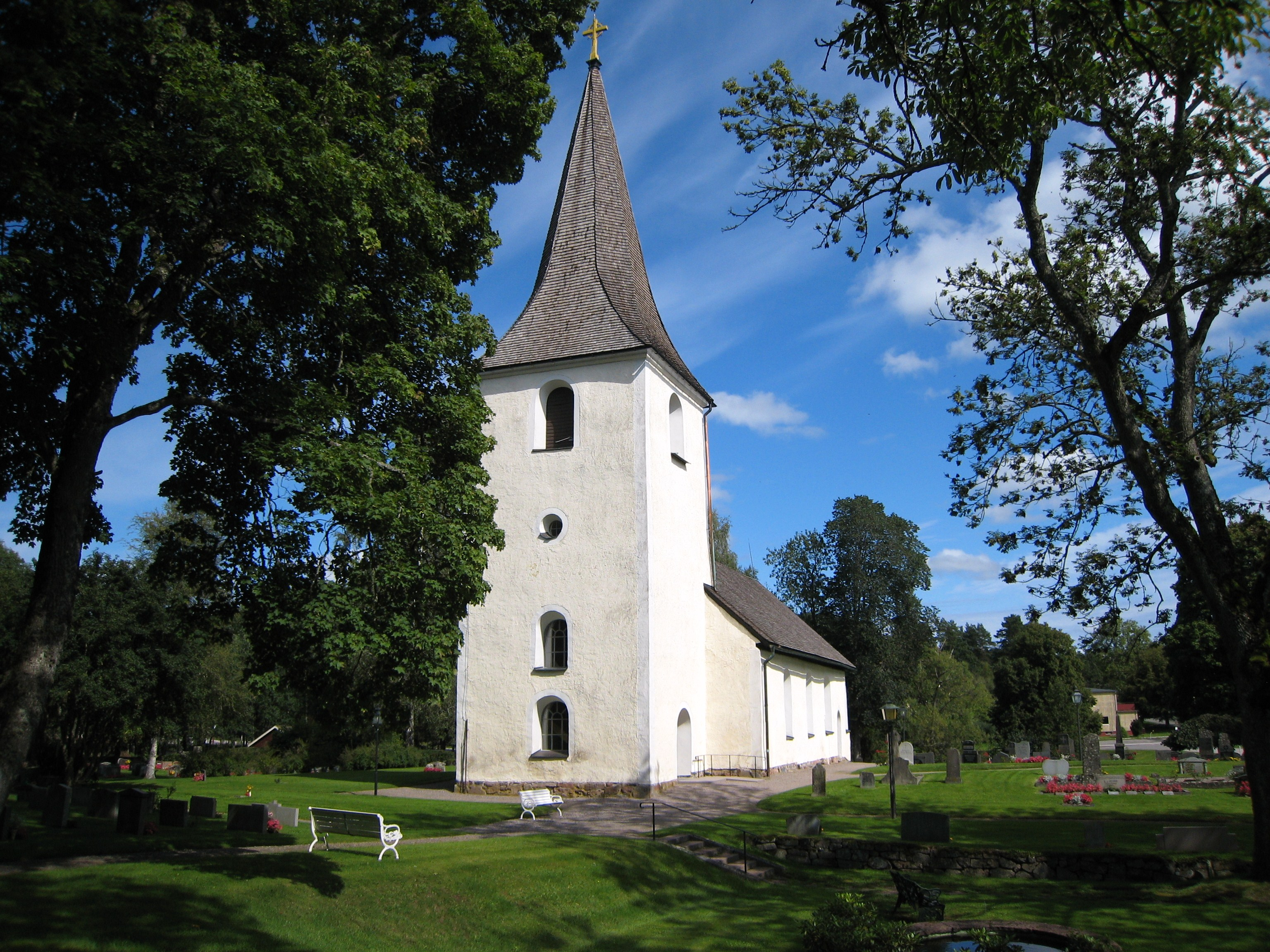
Exteriör från väster.
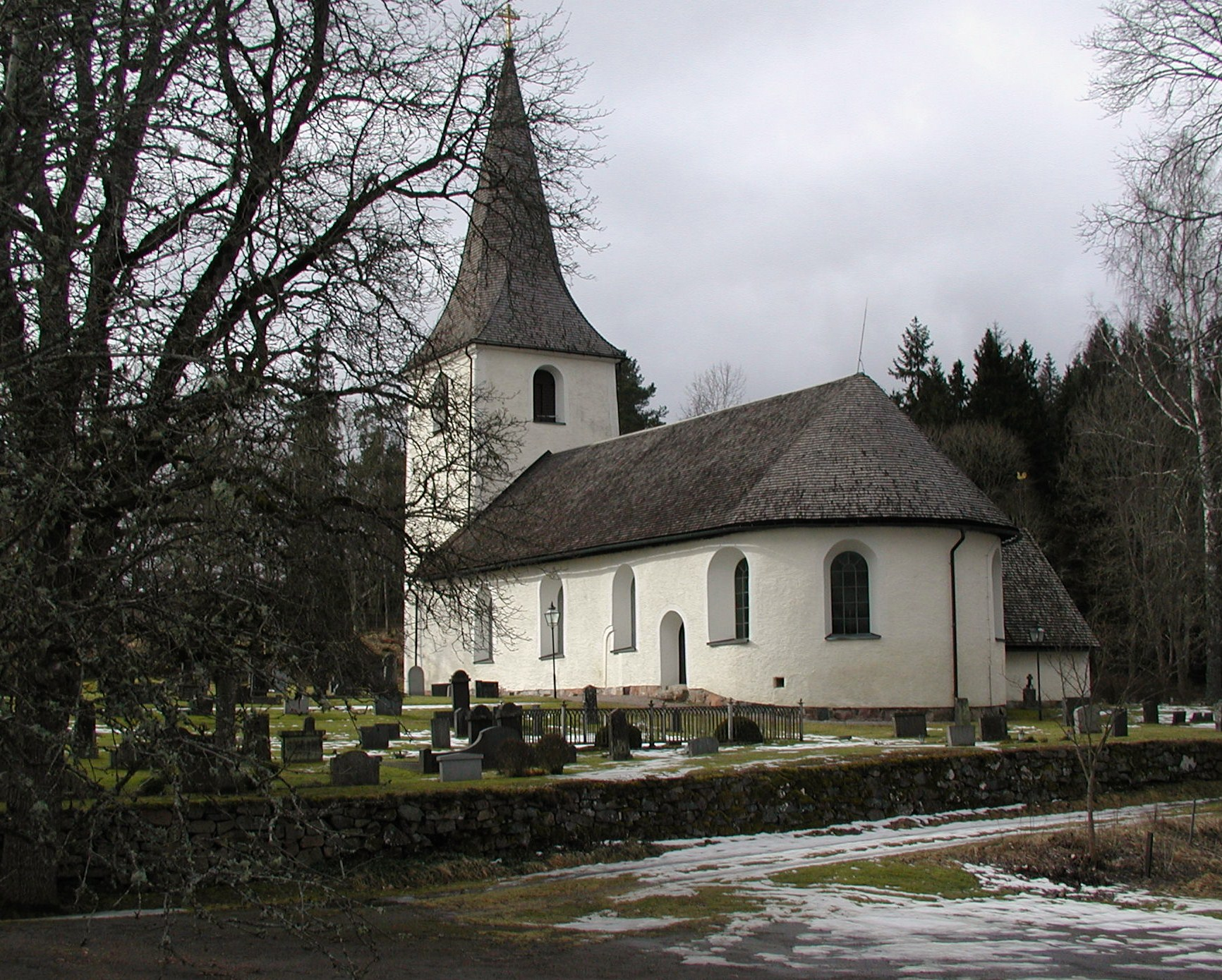
Kyrkan från sydöst.
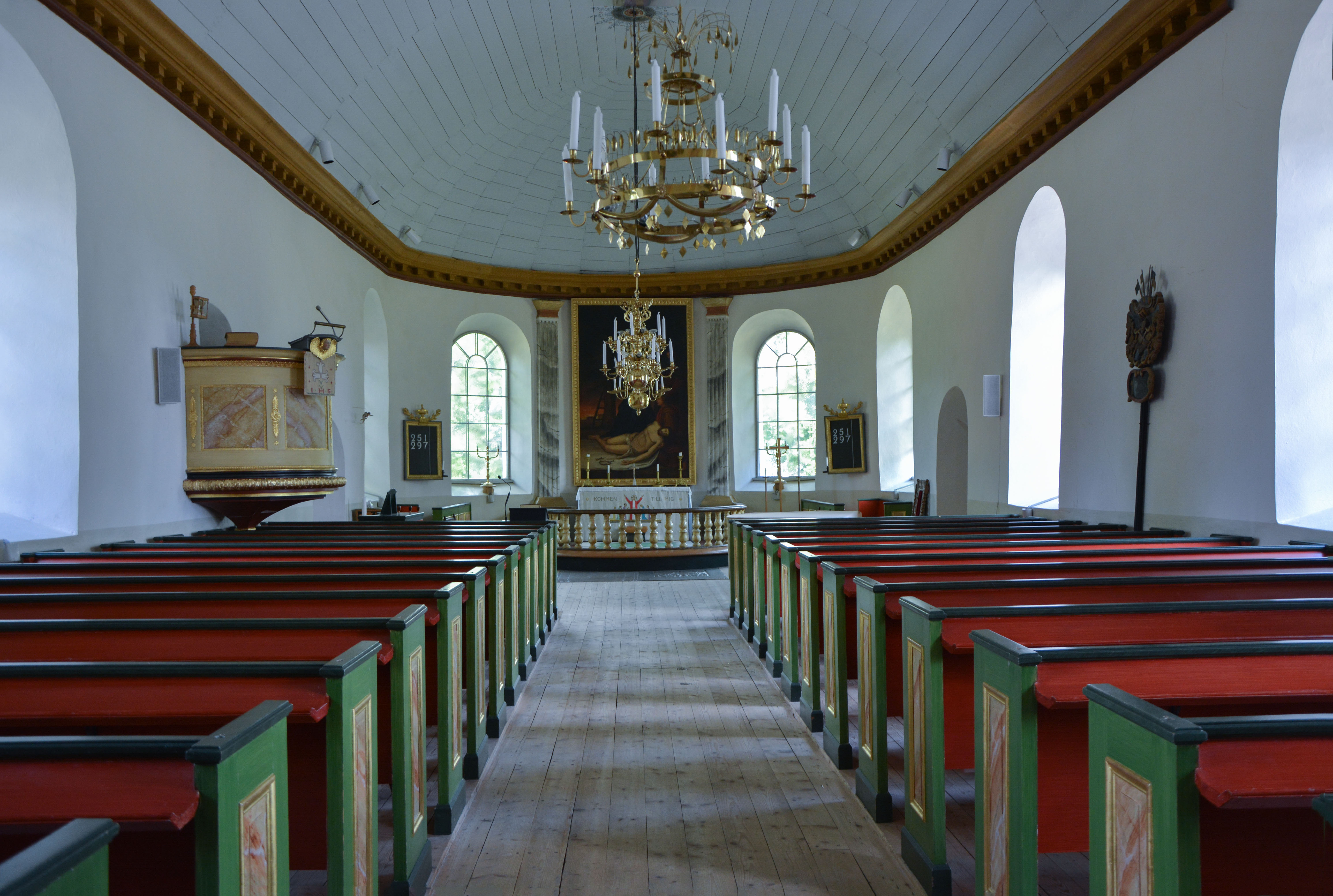
Interiör mot öster.
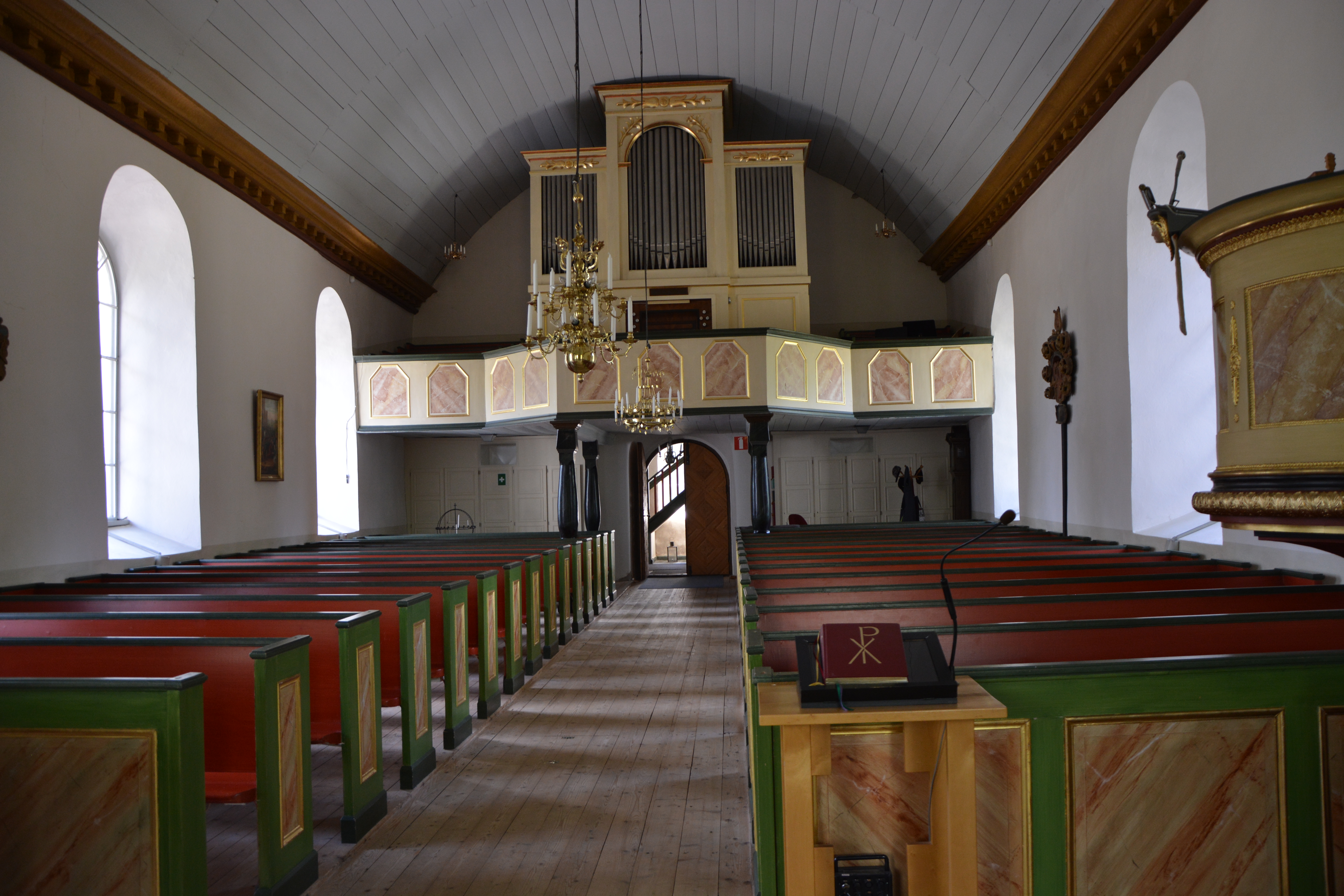
Interiör mot väster.
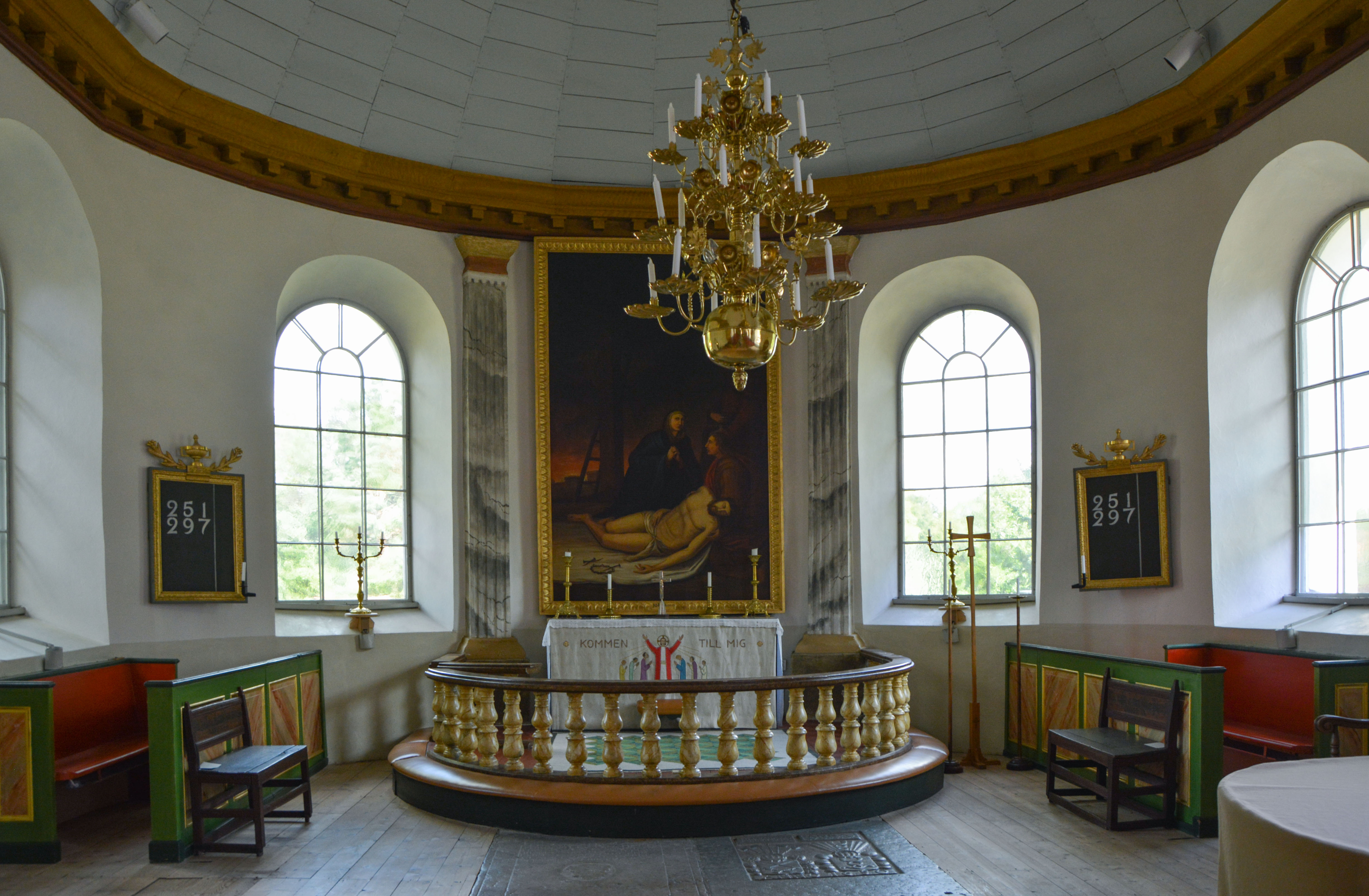
Koret.
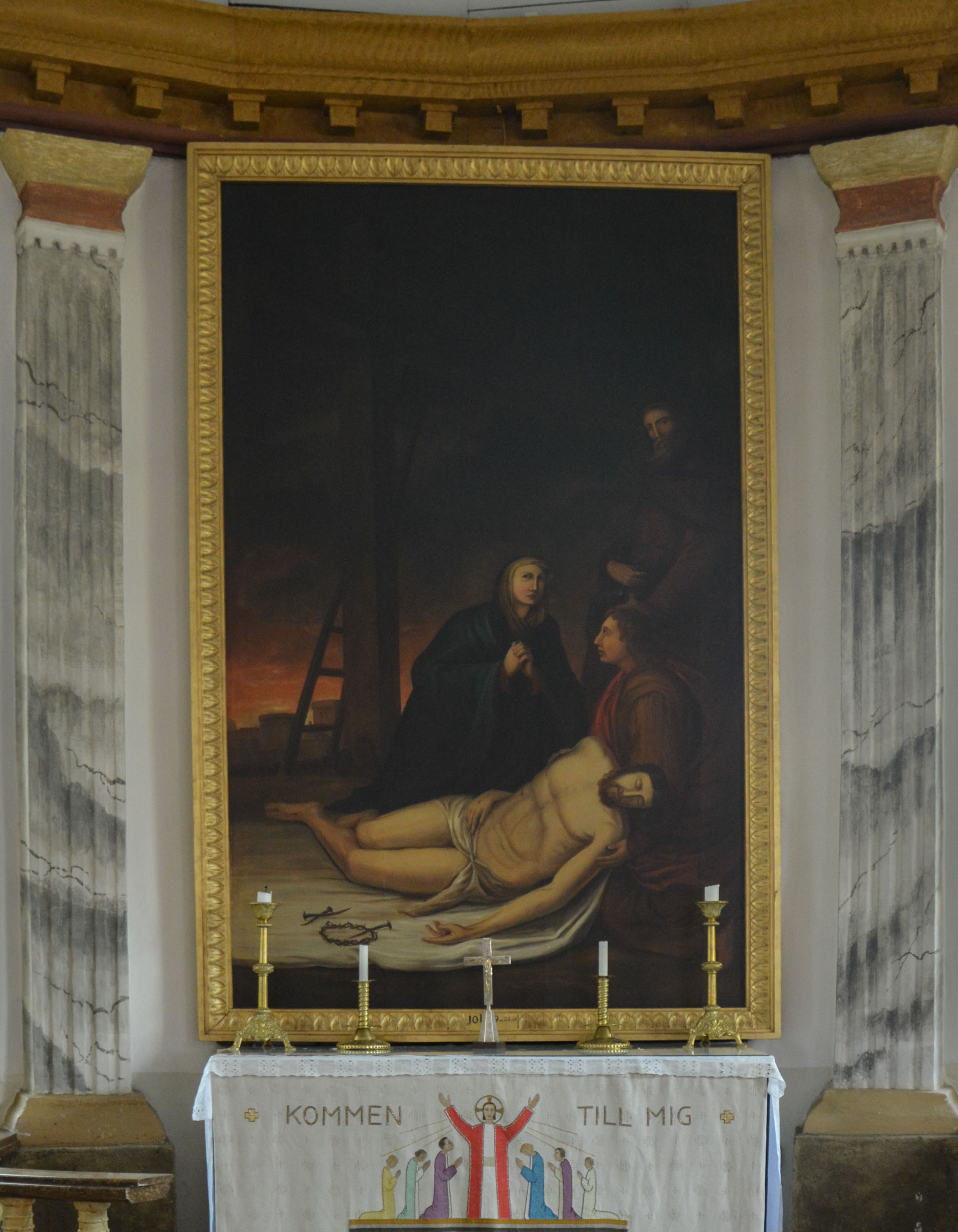
Altartavla 1860.
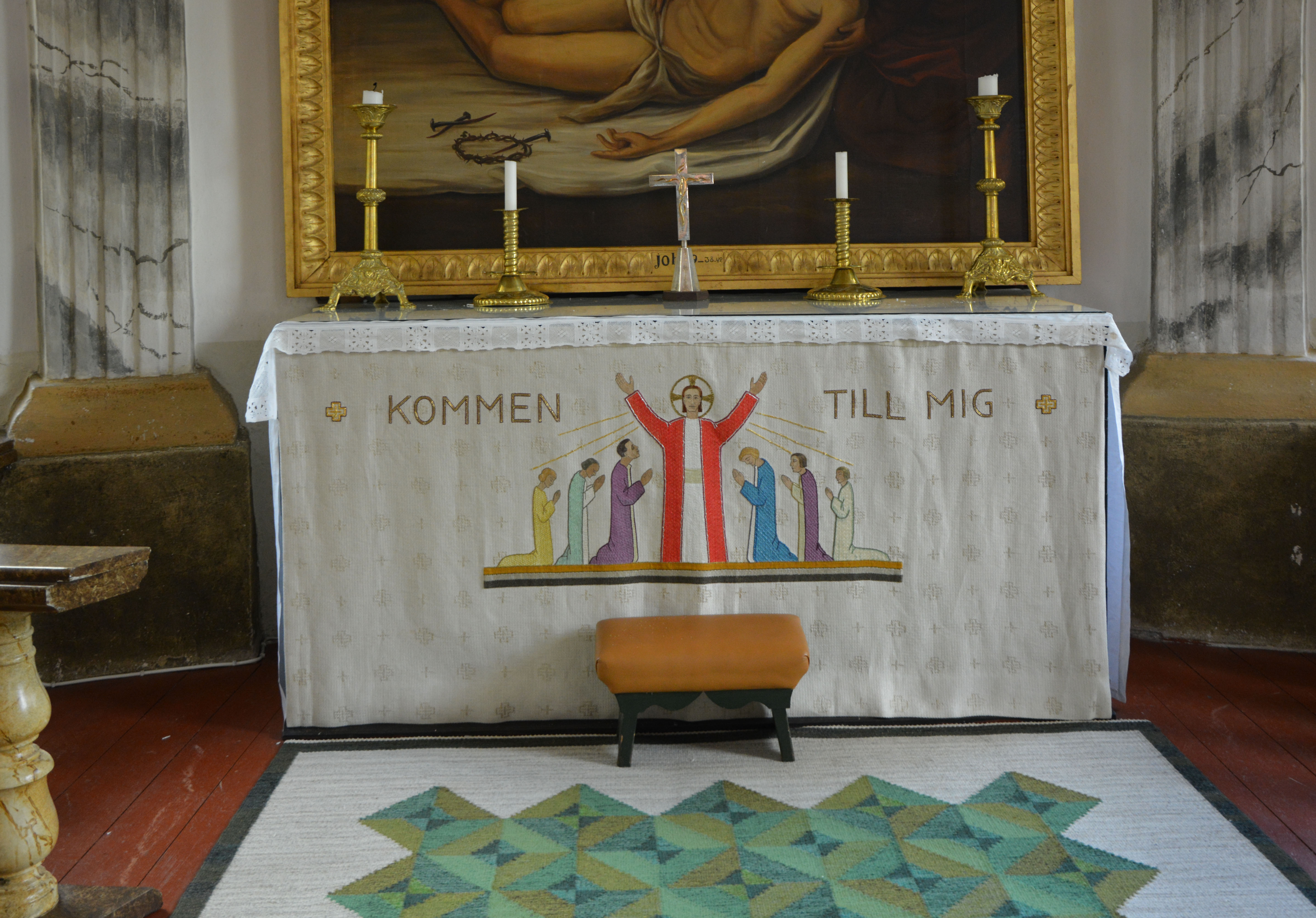
Altaret.
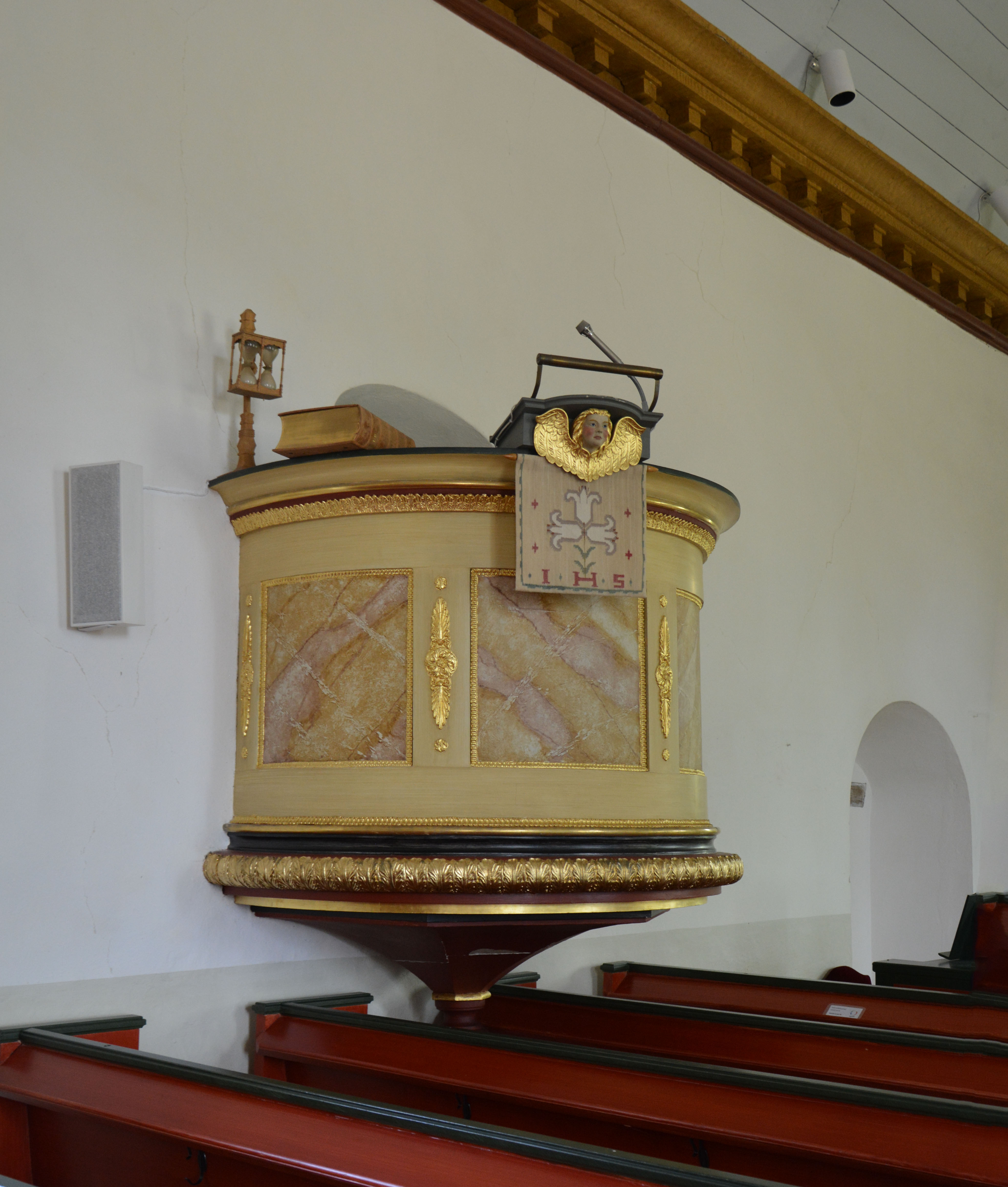
Predikstolen.
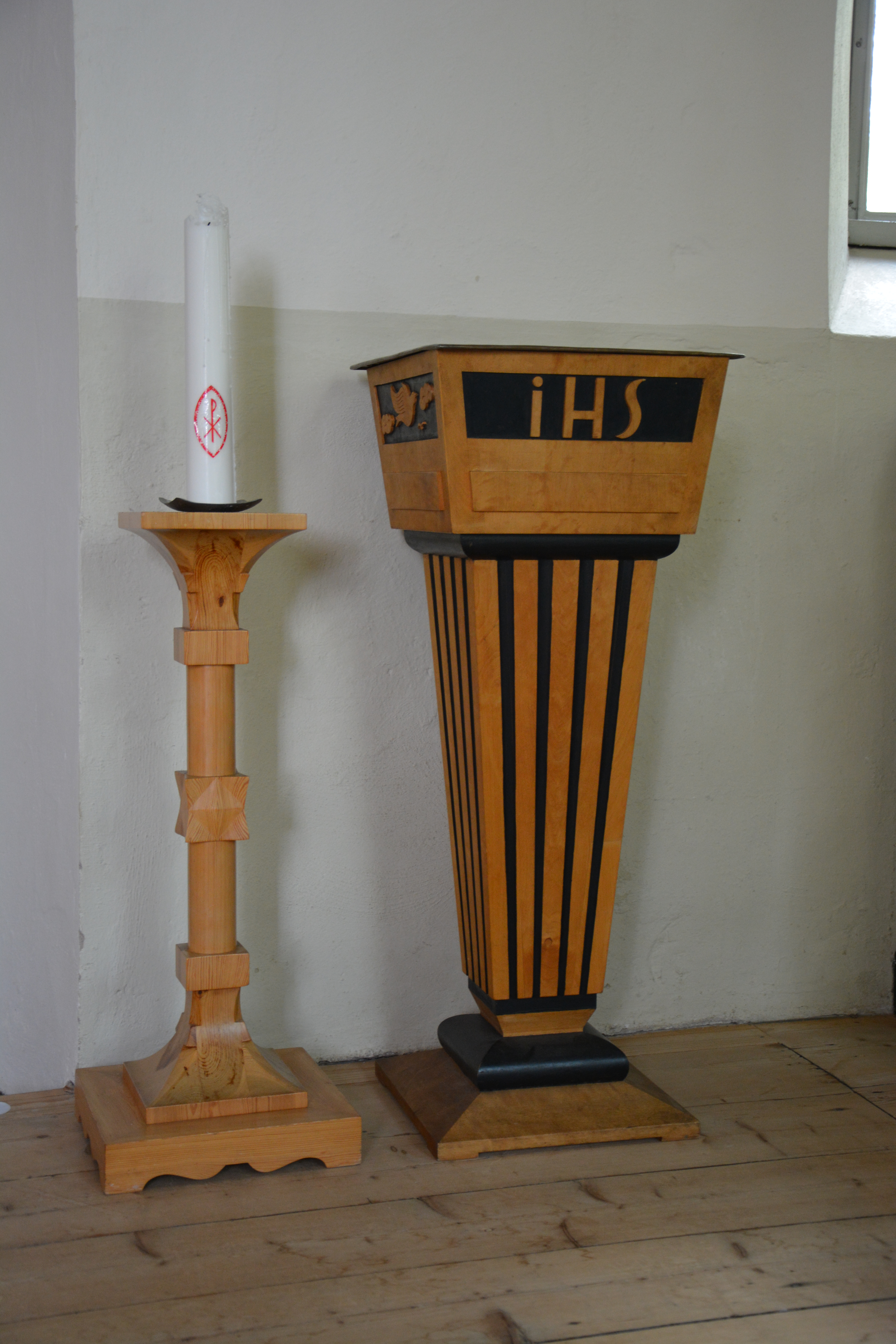
Dopfunt.
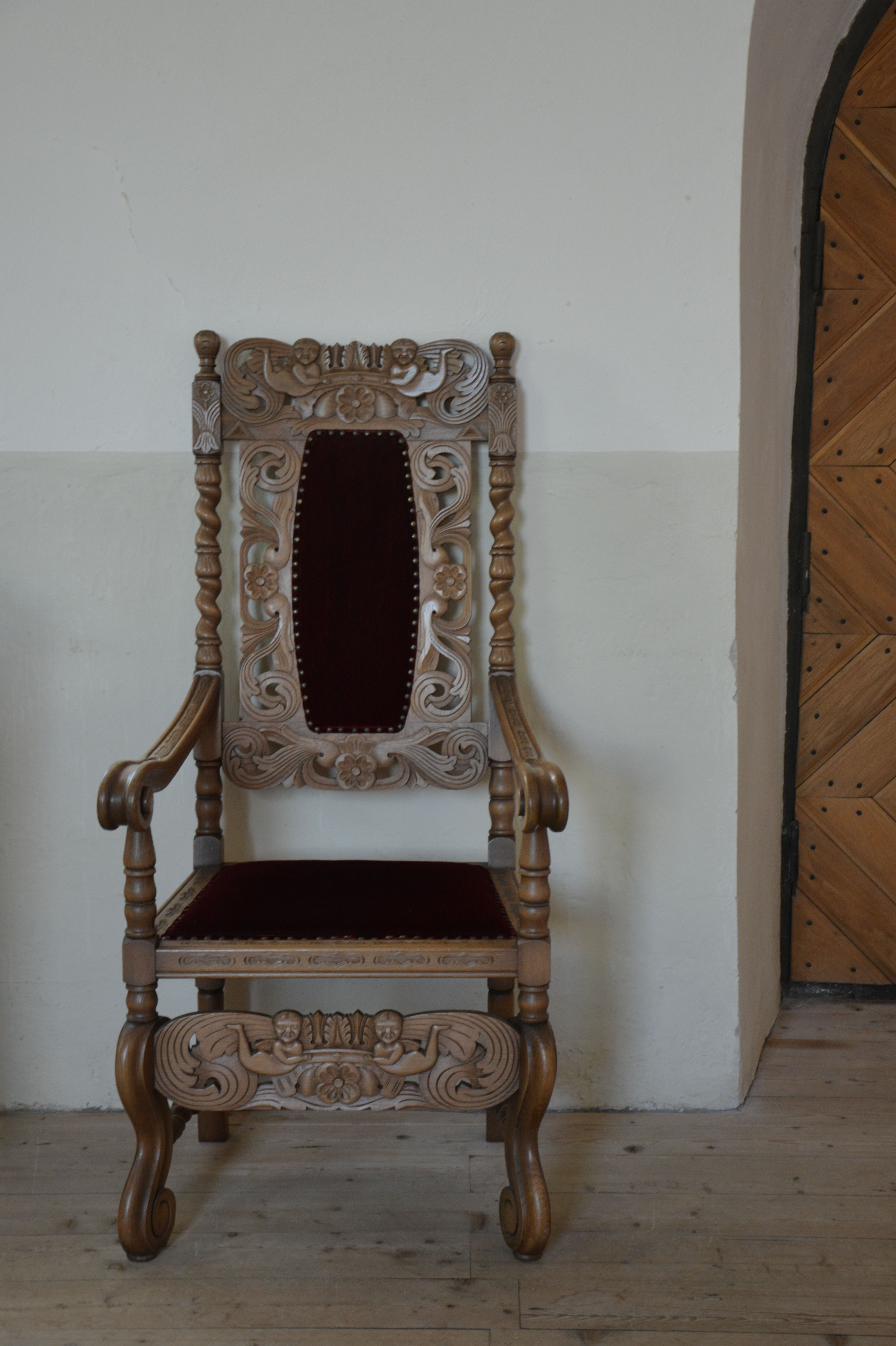
Länstol.
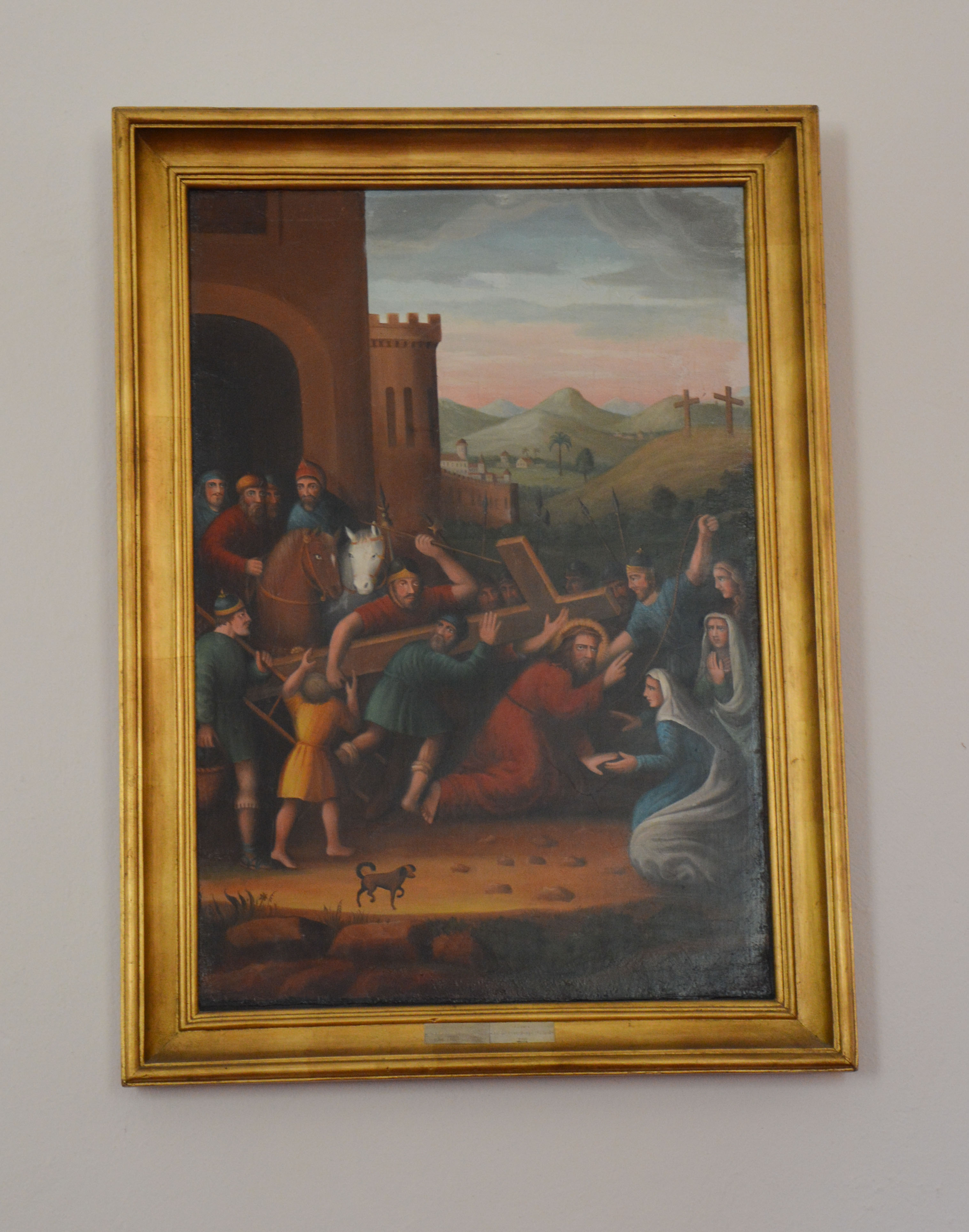
Mindre passionsmålning.